# (74434) 1999 BZ20
(74434) 1999 BZ20 – planetoida z pasa głównego asteroid okrążająca Słońce w ciągu 4,38 lat w średniej odległości 2,68 j.a. Odkryta 16 stycznia 1999 roku.